# 卢德米拉·什韦多娃
卢德米拉·什韦多娃（捷克語：Ludmila Švédová，1936年11月13日—2018年2月10日），捷克女子竞技体操运动员。她曾代表捷克斯洛伐克参加1960年夏季奥林匹克运动会体操比赛，获得女子团体全能银牌。